# HD 104307
HD 104307，又名BD-21 3443，SAO 180374、HR 4588，是一颗恒星，视星等为6.28，位于銀經287.61，銀緯39.52，其B1900.0坐标为赤經11h 55m 35.3s，赤緯-21° 39.52′ 50″。